# Kkwaenggwari

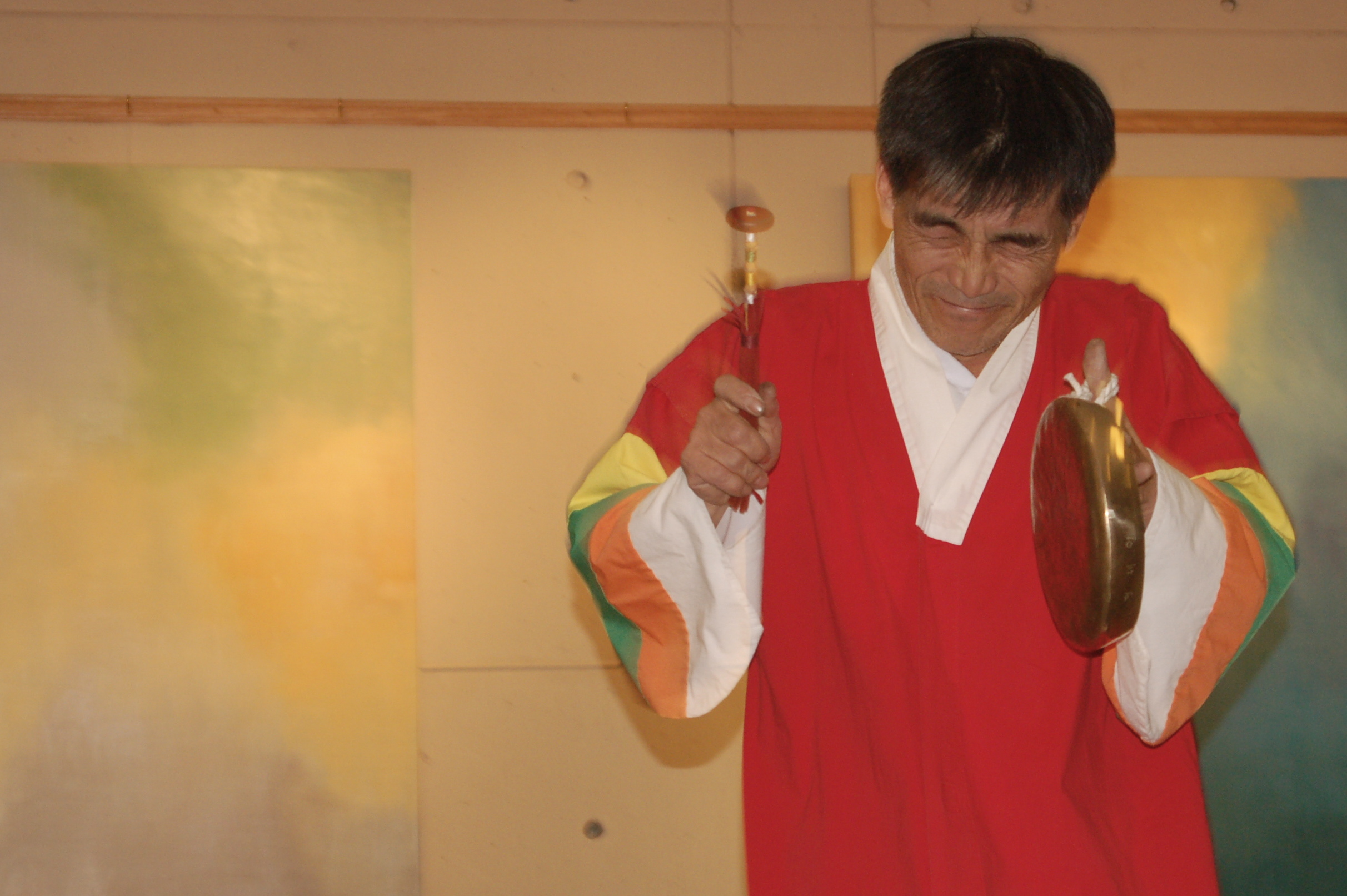
Un ejecutante de kkwaenggwari, pequeño gong de Corea.

El kkwaenggwari es un pequeño instrumento musical de percusión, que consiste en un gong plano utilizado principalmente en la música folclórica coreana. Está fabricado en bronce y es tocado con una madera dura. Produce un tono metálico muy agudo de carácter distintivo, que se transforma en un timbre similar al de un címbalo si se golpea con fuerza.

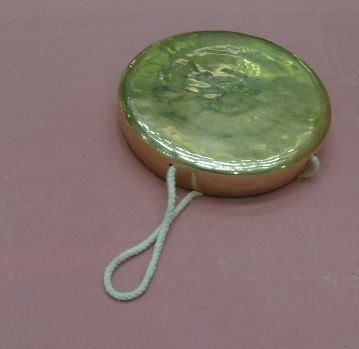
Un kkwaenggwari.

Es un instrumento utilizado con relevancia en el samul nori y pungmul, aunque también se usa en otros géneros musicales.
El nombre del instrumento probablemente sea una onomatopeya del sonido que produce el instrumento, "kkwaeng-kkwaeng" (hangul: 꽹꽹). Otro nombre usado es swe (쇠).